# 86 (canción de Green Day)
«86» es una canción del álbum Insomniac, de la banda estadounidense de rock Green Day, fue lanzada como séptima canción del mismo y no fue promocionada como sencillo oficial.

## Temática
La canción trata sobre el momento en que tanto Billie Joe Armstrong y Green Day eran rechazados por los miembros de 924 Gilman Street después de que firmarán con una multinacional, siendo considerados traidores. A Billie le dedicaron un grafiti donde decía "Billie Joe debe morir", de ahí surgió la inspiración para la composición.

## Presentaciones en vivo
86 fue estrenada en vivo el 25 de octubre de 1995 en Toronto, Canadá. La canción fue interpretada asiduamente durante la gira de promoción de Insomniac, resaltando la actuación en Late Show with David Letterman el 8 de noviembre de 1995. 86 solo sería tocada una vez en la gira de promoción de Nimrod en 1998 y de manera más frecuente en la gira de Warning. La última vez que se le interpretó, fue nuevamente en Canadá, como parte del 21st Century Breakdown World Tour en 2010, pero de manera parcial.

## Lanzamientos
86 no fue un sencillo oficial, pero sí fue lanzado como uno promocional en España y Alemania, en donde fueron lanzados discos promocionales que solo incluían la canción.

## Lista de canciones
| CD Promocional |        |          |  |
| N.º            | Título | Duración |  |
| 1.             | «86»   | 2:47     |  |